# Nombre 191
El nombre 191 (CXCI) és el nombre natural que segueix el nombre 190 i precedeix el nombre 192.
La seva representació binària és 10111111, la representació octal 277 i l'hexadecimal BF.
És un nombre primer; altres factoritzacions són 1×191.